# Busto di giovane donna
Il Busto di giovane donna è una scultura in marmo (48x48,7x23,8 cm), realizzata da Andrea del Verrocchio tra il 1460 e il 1483 circa e custodita nella Frick Collection di New York.

## Descrizione e stile
L'opera non è documentata, ma l'attribuzione a Verrocchio è abbastanza sicura, soprattutto in virtù di confronti con altre opere dell'artista, come la Dama col mazzolino. Più complessa è la datazione, che viene fatta oscillare in un arco piuttosto ampio, dal 1460 al 1483. Nonostante il tema araldico rappresentato sulle maniche della giovane non è ancora stato possibile identificare il soggetto. Il busto mostra una figura dall'espressione attenta e concentrata, con la testa che scarta leggermente verso destra, come per rispondere a qualcosa che avesse attirato la sua attenzione. La complessa acconciatura, i ricci raccolti con nastri e rosette e poi lasciati liberi ai lati, è comune ad altre donne fiorentine dell'epoca, come nel Ritratto di Ginevra de' Benci di Leonardo da Vinci.

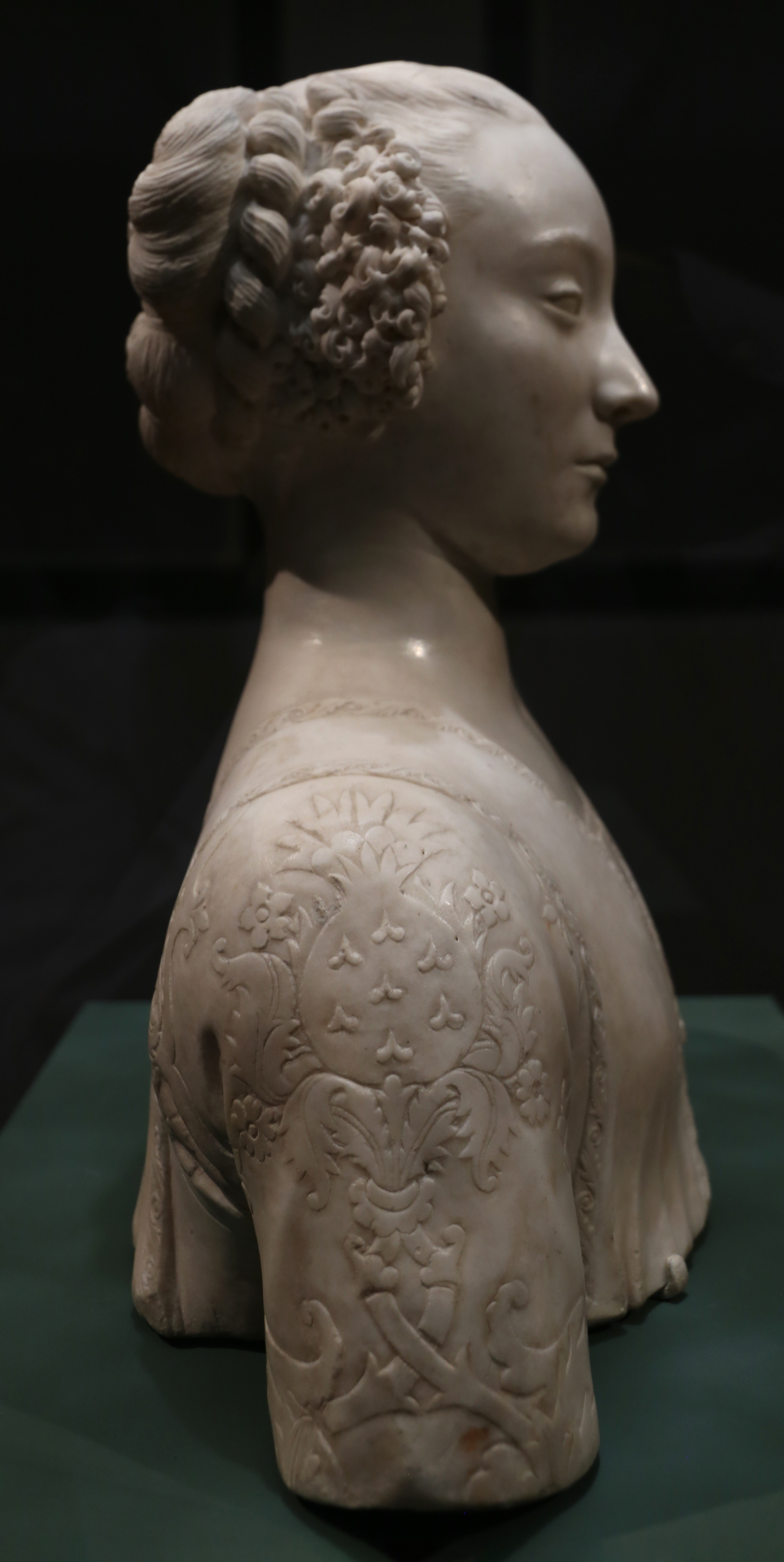
Veduta laterale
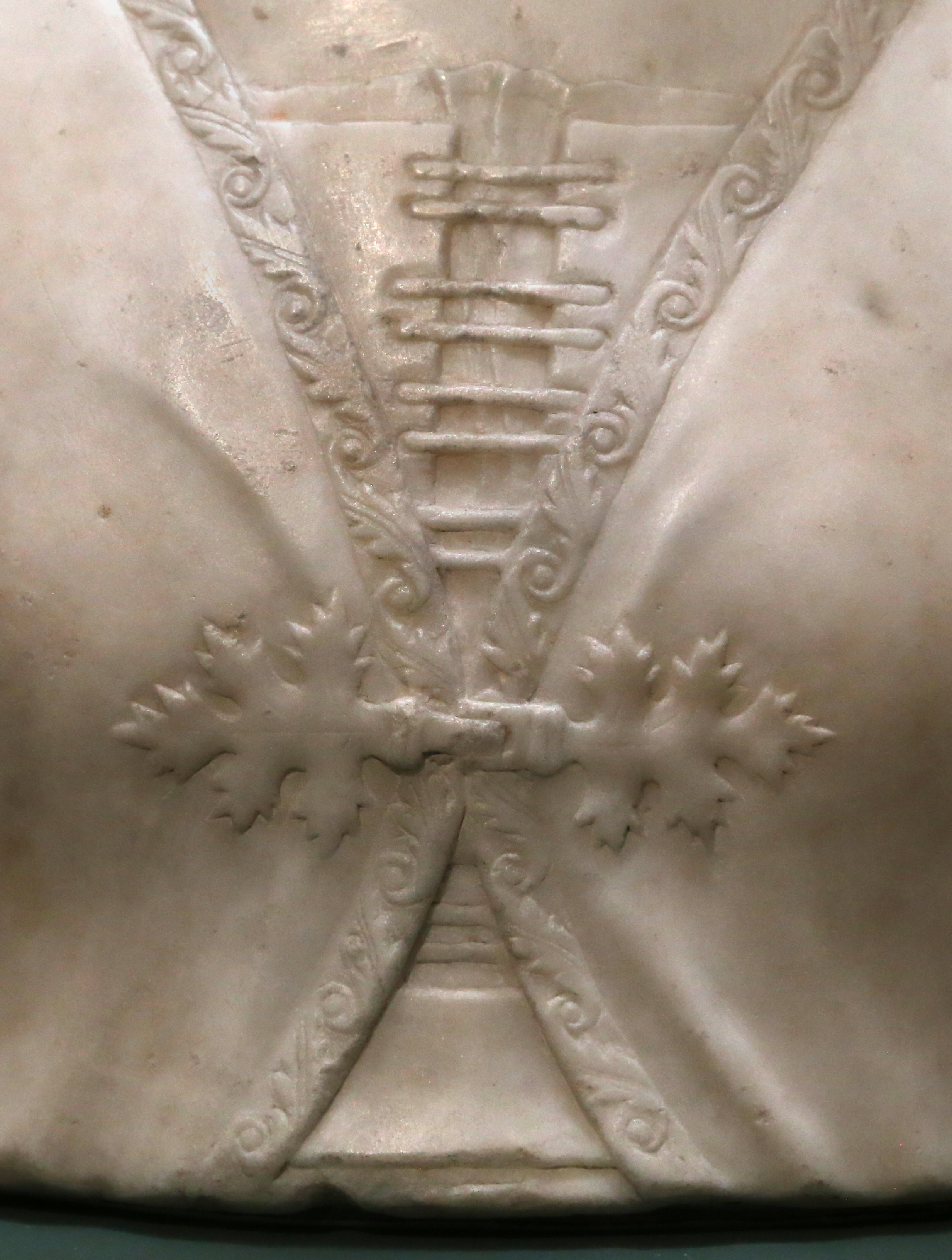
Dettaglio dell'abbigliamento
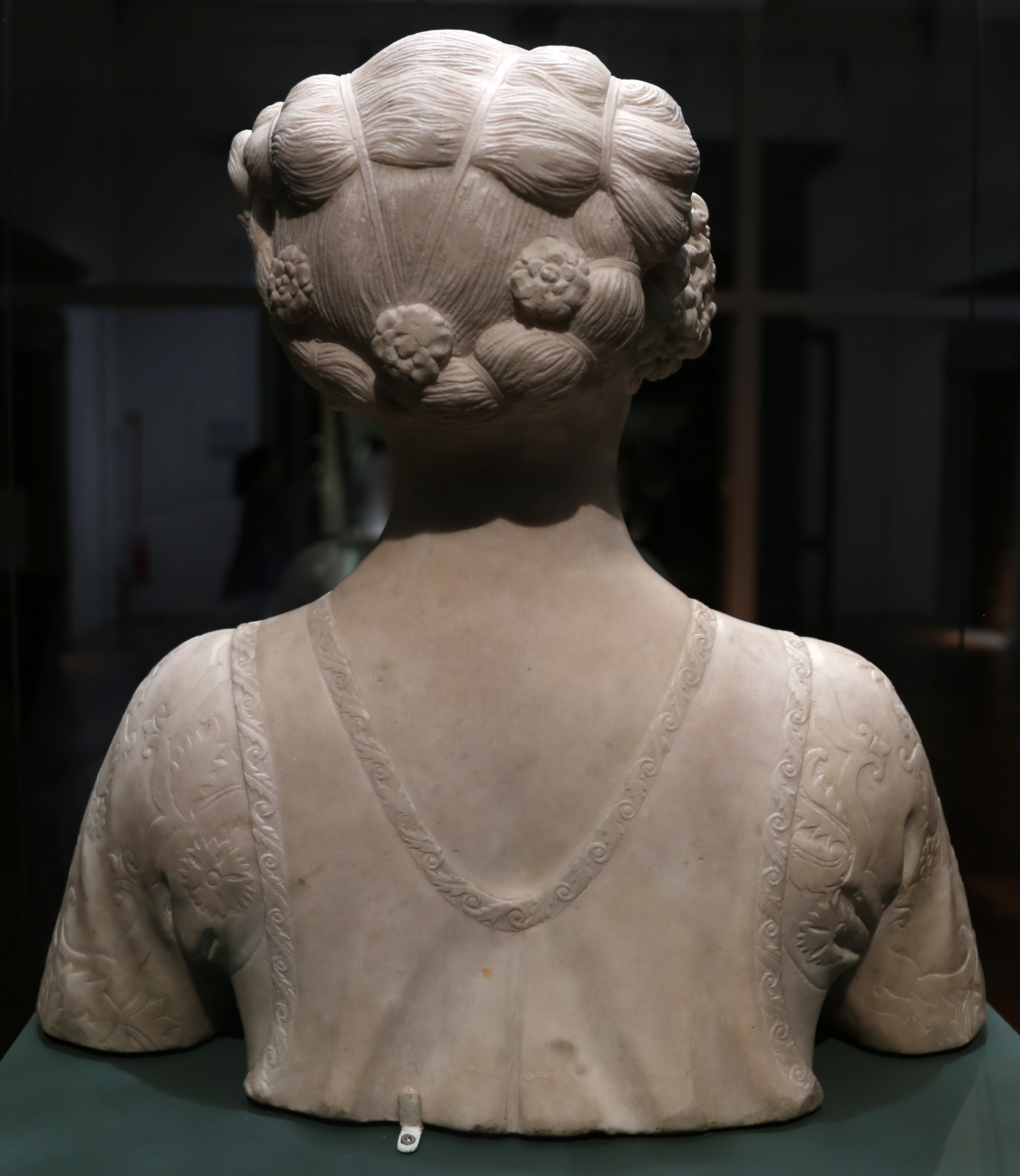
Veduta del retro
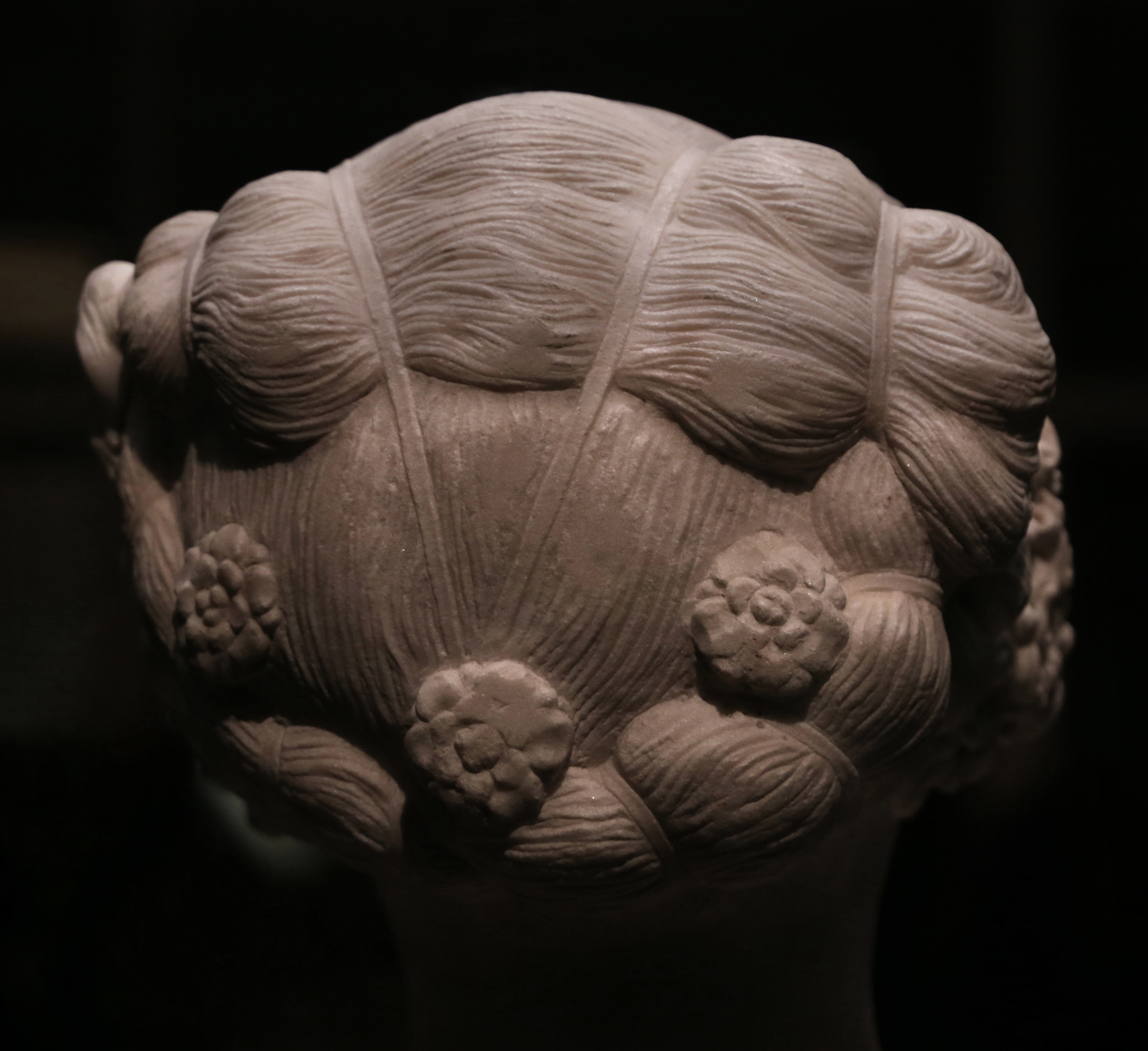
L'acconciatura
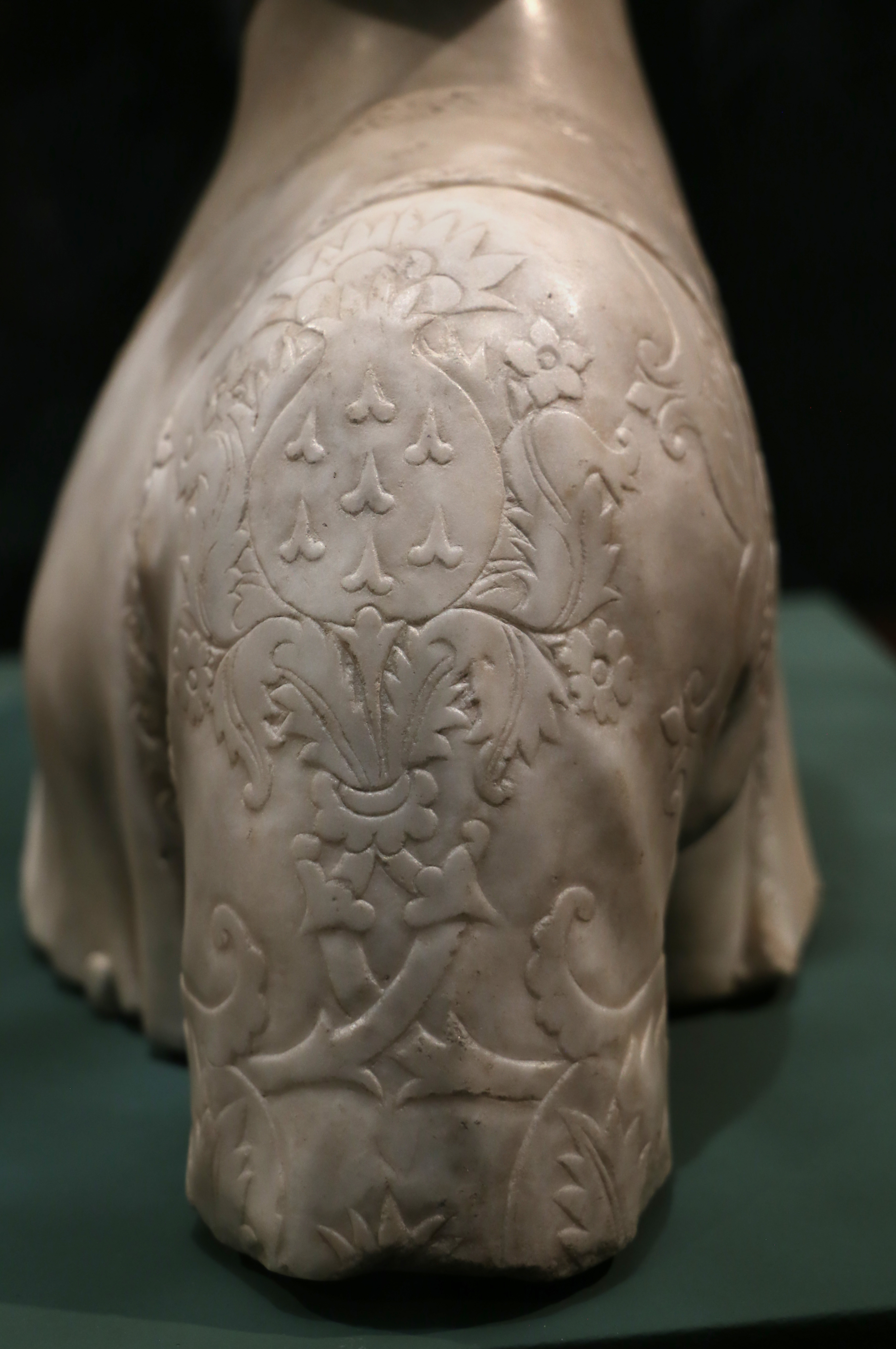
La manica